# The E.N.D. Summer 2010 Canadian Invasion Tour: Remix Collection
The E.N.D. Summer 2010 Canadian Invasion Tour: Remix Collection es un álbum remix del grupo estadounidense The Black Eyed Peas. Se lanzó únicamente en iTunes en Canadá, durante la etapa canadiense de la gira The E.N.D. World Tour. Muestra remezclas de los sencillos de su quinto álbum de estudio The E.N.D. y uno de «Let's Get It Started» de su tercer álbum de estudio, Elephunk, la remezcla también es un bonus track en la edición de lujo de The E.N.D.

## Lista de canciones
| The E.N.D. Summer 2010 Canadian Invasion Tour: Remix Collection |                                                                    |          |  |
| N.º                                                             | Título                                                             | Duración |  |
| 1.                                                              | «Rock That Body» (Chris Lake Remix)                                | 5:53     |  |
| 2.                                                              | «Boom Boom Pow» (will.i.am Remix)                                  | 4:11     |  |
| 3.                                                              | «Boom Boom Guetta» (David Guetta Remix)                            | 4:01     |  |
| 4.                                                              | «I Gotta Feeling» (David Guetta Remix)                             | 6:11     |  |
| 5.                                                              | «I Gotta Feeling» (Printz Board & Zuper Blahq Remix)               | 5:04     |  |
| 6.                                                              | «I Gotta Feeling» (Zuper Blahq Remix)                              | 5:48     |  |
| 7.                                                              | «Imma Be» (Wolfgang Gartner Remix)                                 | 6:23     |  |
| 8.                                                              | «Imma Be» (DJ Ammo & Poet Name Life Remix)                         | 4:41     |  |
| 9.                                                              | «Rock That Body» (Skrillex Remix)                                  | 5:08     |  |
| 10.                                                             | «Rock That Body» (apl.de.ap and DJ Replay Remix for Jeepney Music) | 4:41     |  |
| 11.                                                             | «Meet Me Halfway in 3D» (will.i.am Remix)                          | 5:39     |  |
| 12.                                                             | «Meet Me Halfway» (DJ Ammo & Poet Name Life Remix)                 | 5:25     |  |
| 13.                                                             | «Meet Me Halfway, Baby» (Printz Board Remix)                       | 5:21     |  |
| 14.                                                             | «Let's Get Re-Started» (will.i.am Remix)                           | 2:57     |  |
| 15.                                                             | «Boom Boom Boom» (DJ Ammo & Poet Name Life Remix)                  | 5:47     |  |